# Aspidoglossum glabellum
Aspidoglossum glabellum är en oleanderväxtart som beskrevs av F.K. Kupicha. Aspidoglossum glabellum ingår i släktet Aspidoglossum och familjen oleanderväxter. Inga underarter finns listade i Catalogue of Life.